# 1000-km-Rennen von Brands Hatch 1985

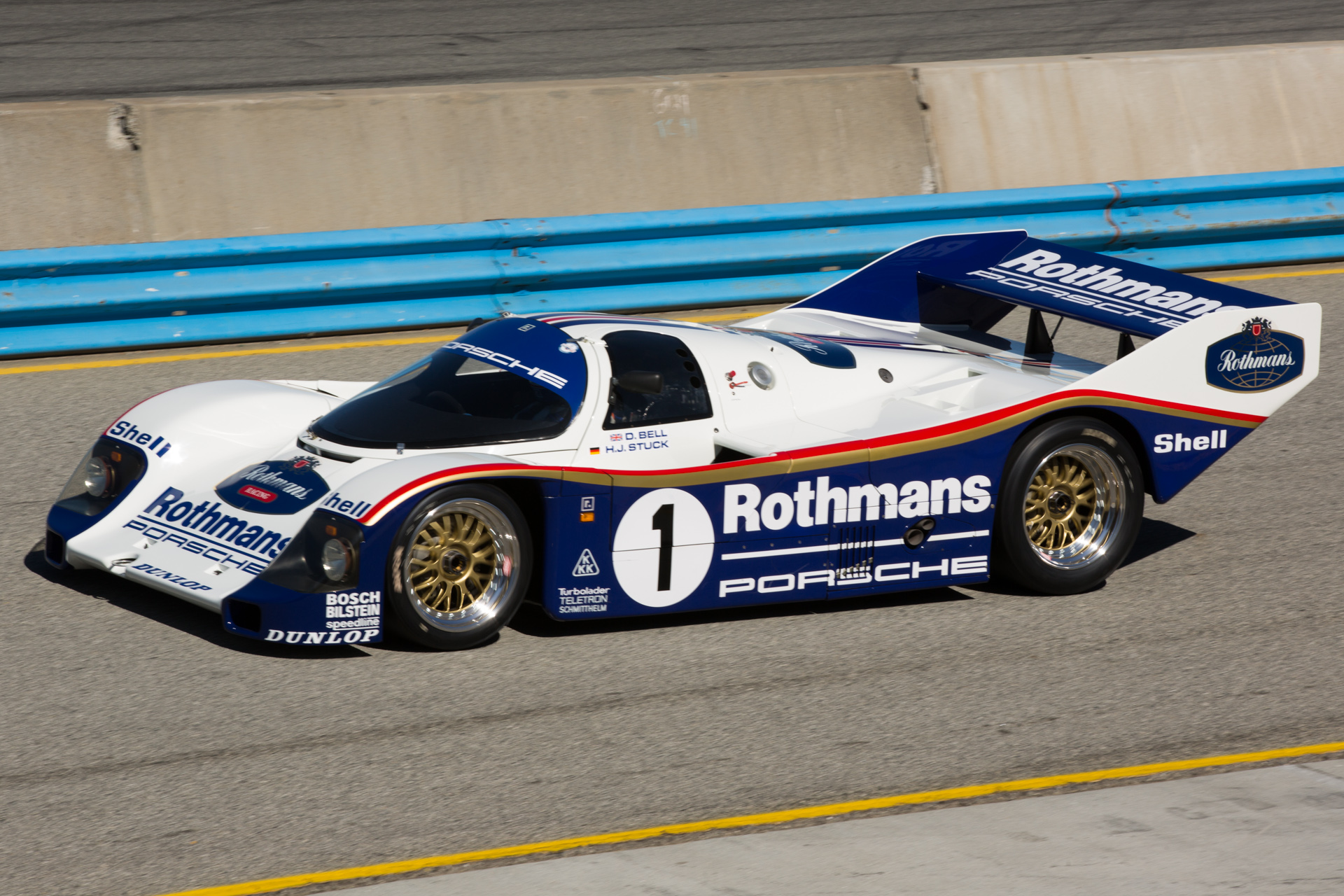
Siegerwagenmodell Werks-Porsche 962 C

Das 1000-km-Rennen von Brands Hatch 1985, auch 1000 km Brands Hatch, Brands Hatch, fand am 22. September auf der Rennstrecke von Brands Hatch statt und war der achte Wertungslauf der Sportwagen-Weltmeisterschaft dieses Jahres.

## Das Rennen
Aus Respekt vor dem beim 1000-km-Rennen von Spa-Francorchamps tödlich verunglückten deutschen Rennfahrer Stefan Bellof verzichteten die Porsche-Privatteams auf eine Teilnahme am Rennen in Brands Hatch. Sehr wohl am Start waren die drei Werks-Porsche 962 C, die das Rennen mit einem Doppelsieg beendeten. Hans-Joachim Stuck und Derek Bell siegten vor Jochen Mass und Jacky Ickx.

## Ergebnisse

### Schlussklassement
| 1               | C1 | 2   | Rothmans Porsche                  | Hans-Joachim Stuck Derek Bell                       | Porsche 962C    | 238 |
| 2               | C1 | 1   | Rothmans Porsche                  | Jochen Mass Jacky Ickx                              | Porsche 962C    | 238 |
| 3               | C1 | 5   | Martini Racing                    | Bob Wollek Andrea de Cesaris Mauro Baldi            | Lancia LC2-85   | 237 |
| 4               | C1 | 4   | Martini Lancia                    | Riccardo Patrese Alessandro Nannini                 | Lancia LC2-85   | 233 |
| 5               | C1 | 3   | Rothmans Porsche                  | Vern Schuppan Al Holbert                            | Porsche 956 PDK | 224 |
| 6               | C2 | 79  | Ecurie Ecosse                     | Ray Mallock Mike Wilds                              | Ecosse C285     | 219 |
| 7               | C1 | 34  | Cosmik Racing                     | Anders Olofsson Divina Galica Costas Los            | March 84G       | 211 |
| 8               | C2 | 80  | Carma FF                          | Martino Finotto Almo Coppelli Carlo Facetti         | Alba AR6        | 208 |
| 9               | C2 | 93  | Louis Descartes                   | Jacques Heuclin Louis Descartes                     | ALD 01          | 193 |
| 10              | C2 | 75  | ADA Engineering                   | Nick Adams Ian Taylor Ian Harrower                  | Gebhardt JC843  | 192 |
| 11              | B  | 151 | Helmut Gall                       | Edgar Dören Helmut Gall                             | BMW M1          | 191 |
| Nicht klassiert |    |     |                                   |                                                     |                 |     |
| 12              | C2 | 98  | Roy Baker Promotions              | Paul Smith Mike Kimpton Dudley Wood                 | Tiga GC285      | 149 |
| Ausgefallen     |    |     |                                   |                                                     |                 |     |
| 13              | C2 | 95  | Roland Bassaler                   | Dominique Lacaud Roland Bassaler                    | Sauber SHS C6   | 156 |
| 14              | C2 | 107 | Jean-Claude Ferrarin              | Jean-Claude Ferrarin Lucien Rossiaud                | Isolia 001      | 137 |
| 15              | C2 | 90  | Jens Winther Denmark              | David Mercer Jens Winther                           | URD C83         | 121 |
| 16              | C2 | 82  | Griffo Autoracing                 | Maurizio Gellini Pasquale Barberio Jean-Pierre Frey | Alba AR3        | 79  |
| 17              | C1 | 52  | TWR Jaguar                        | Jan Lammers Hans Heyer                              | Jaguar XJR-6    | 77  |
| 18              | C2 | 88  | Ark Racing                        | Max Payne Chris Ashmore David Andrews               | Ceekar 83J-1    | 75  |
| 19              | C1 | 66  | EMKA Productions                  | Tiff Needell Mark Galvin Steve O’Rourke             | EMKA C84/1      | 74  |
| 20              | C1 | 24  | Cheetah Automobiles Switzerland   | John Brindley Bernard de Dryver Hervé Regout        | Cheetah G604    | 71  |
| 21              | C2 | 99  | Roy Baker Promotions              | Will Hoy Duncan Bain Mike Catlow                    | Tiga GC284      | 70  |
| 22              | C1 | 16  | RC Racing                         | David Leslie Richard Cleare                         | Porsche CK5     | 59  |
| 23              | C1 | 54  | Spice Engineering                 | Tim Lee-Davey Neil Crang                            | Tiga GC84       | 57  |
| 24              | C2 | 100 | Chevron Racing with John Bartlett | Max Cohen-Olivar Stanley Dickens John Sheldon       | Chevron B62     | 24  |
| 25              | C1 | 51  | TWR Jaguar                        | Alan Jones Jean-Louis Schlesser                     | Jaguar XJR-6    | 20  |
| 26              | C2 | 70  | Spice Engineering                 | Gordon Spice Ray Bellm                              | Spice-Tiga GC85 | 12  |
| Nicht gestartet |    |     |                                   |                                                     |                 |     |
| 27              | C1 | 1T  | Rothmans Porsche                  | Jacky Ickx Jochen Mass                              | Porsche 962C    | 1   |
| 28              | C1 | 4T  | Martini Racing                    | Bob Wollek Mauro Baldi                              | Lancia LC2-85   | 2   |
| 29              | C2 | 80T | Carma FF                          | Almo Coppelli Martino Finotto Carlo Facetti         | Alba AR2        | 3   |

1 Trainingswagen
2 Trainingswagen
3 Trainingswagen

### Nur in der Meldeliste
Hier finden sich Teams, Fahrer und Fahrzeuge, die ursprünglich für das Rennen gemeldet waren, aber aus den unterschiedlichsten Gründen daran nicht teilnahmen.
| Pos. | Klasse | Nr. | Team                              | Fahrer                                       | Chassis         |
| ---- | ------ | --- | --------------------------------- | -------------------------------------------- | --------------- |
| 30   | C1     | 11  | Porsche Kremer Racing             |                                              | Porsche 956     |
| 31   | C1     | 13  | Courage Compétition               | Yves Courage Alain de Cadenet                | Cougar C12      |
| 32   | C1     | 14  | Richard Lloyd Racing with Porsche | Jonathan Palmer David Hobbs                  | Porsche 956 GTi |
| 33   | C1     | 33  | John Fitzpatrick Racing           |                                              | Porsche 956B    |
| 34   | C1     | 55  | John Fitzpatrick Racing           | Manuel Lopez Dudley Wood                     | Porsche 956     |
| 35   | C2     | 72  | Gebhardt Motorsport               |                                              | Gebhardt JC853  |
| 36   | C2     | 74  | Gebhardt Motorsport               | Frank Jelinski John Graham Nick Adams        | Gebhardt JC853  |
| 37   | C2     | 77  | Spice Engineering                 | Gordon Spice Ray Bellm                       | Spice-Tiga GC85 |
| 38   | C2     | 97  | Strandell Motors                  | Robin Smith Duncan Bain                      | Strandell 85    |
| 39   | C2     | 105 | Jens Nykjaer                      | Jens Nykjaer Holger Knudsen                  | Nykjaer         |
| 40   | B      | 135 | Bauerle Farben                    | Rolf Göring Michael Krankenberg Claude Haldi | BMW M1          |

### Klassensieger
| Klasse | Fahrer             | Fahrer      | Fahrzeug     | Platzierung im Gesamtklassement |
| ------ | ------------------ | ----------- | ------------ | ------------------------------- |
| C1     | Hans-Joachim Stuck | Derek Bell  | Porsche 962C | Gesamtsieg                      |
| C2     | Ray Mallock        | Mike Wilds  | March 84G    | Rang 7                          |
| B      | Edgar Dören        | Helmut Gall | BMW M1       | Rang 11                         |

### Renndaten
- Gemeldet: 40
- Gestartet: 26
- Gewertet: 11
- Rennklassen: 3
- Zuschauer: 26.000
- Wetter am Renntag: warm und trocken
- Streckenlänge: 4,207 km
- Fahrzeit des Siegerteams: 5:34:26,020 Stunden
- Gesamtrunden des Siegerteams: 238
- Gesamtdistanz des Siegerteams: 1001,069 km
- Siegerschnitt: 179,600 km/h
- Pole Position: Riccardo Patrese – Lancia LC2-85 (#4) – 1:14,660 = 202,816 km/h
- Schnellste Rennrunde: Andrea de Cesaris – Lancia LC2-85 (#5) – 1:19,110 = 191,407 km/h
- Rennserie: 8. Lauf zur Sportwagen-Weltmeisterschaft 1985